# Saint-Yrieix-sous-Aixe

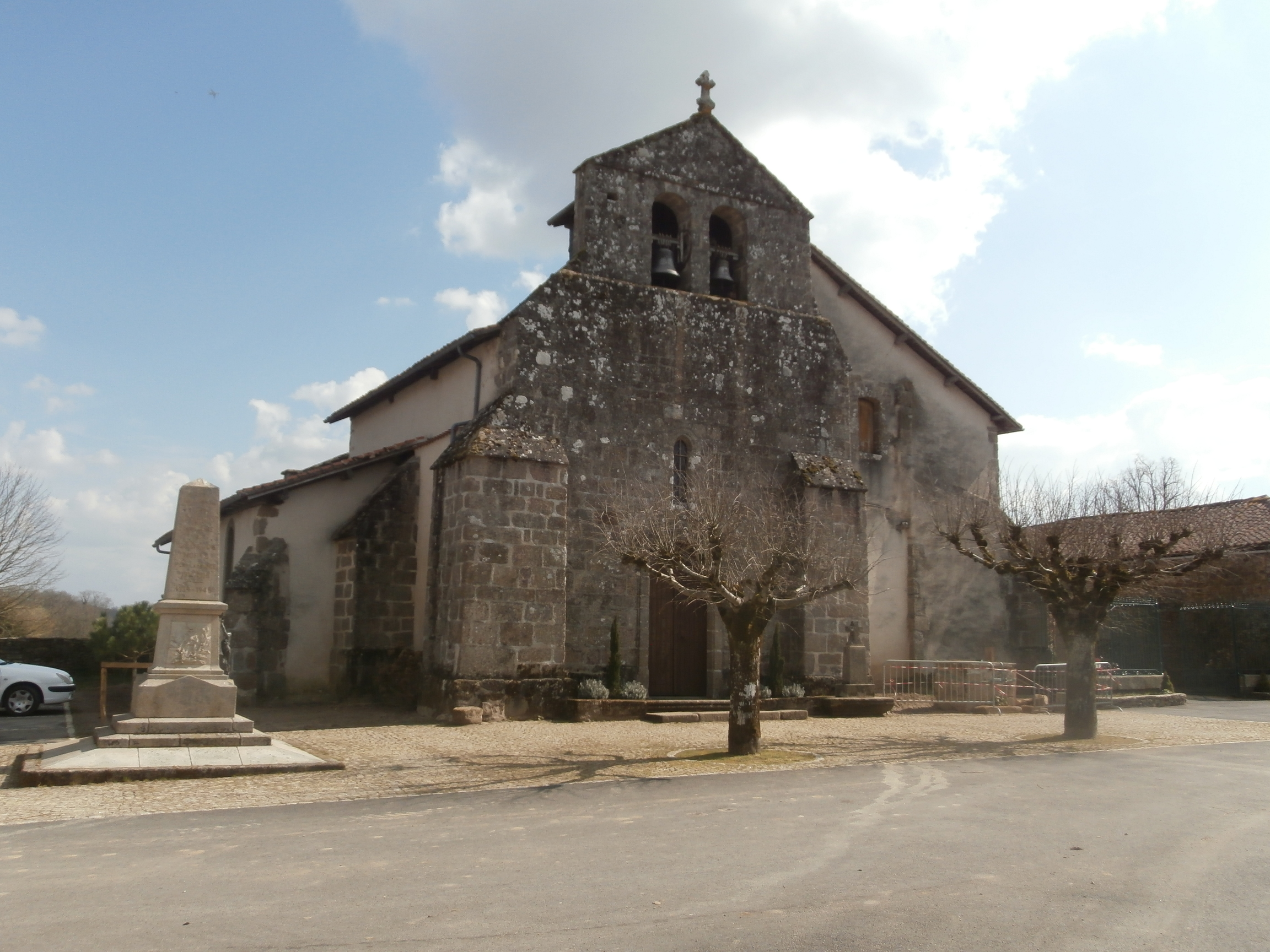
Zabytkowy Kościół św. Arediusza (2016)

Saint-Yrieix-sous-Aixe – miejscowość i gmina we Francji, w regionie Nowa Akwitania, w departamencie Haute-Vienne.
Według danych na rok 1990 gminę zamieszkiwało 277 osób, a gęstość zaludnienia wynosiła 32 osoby/km² (wśród 747 gmin Limousin Saint-Yrieix-sous-Aixe plasuje się na 371. miejscu pod względem liczby ludności, natomiast pod względem powierzchni na miejscu 585.).

## Populacja

Populacja Saint-Yrieix-sous-Aixe w latach 1962–2008